# Krzysztof Hartknoch

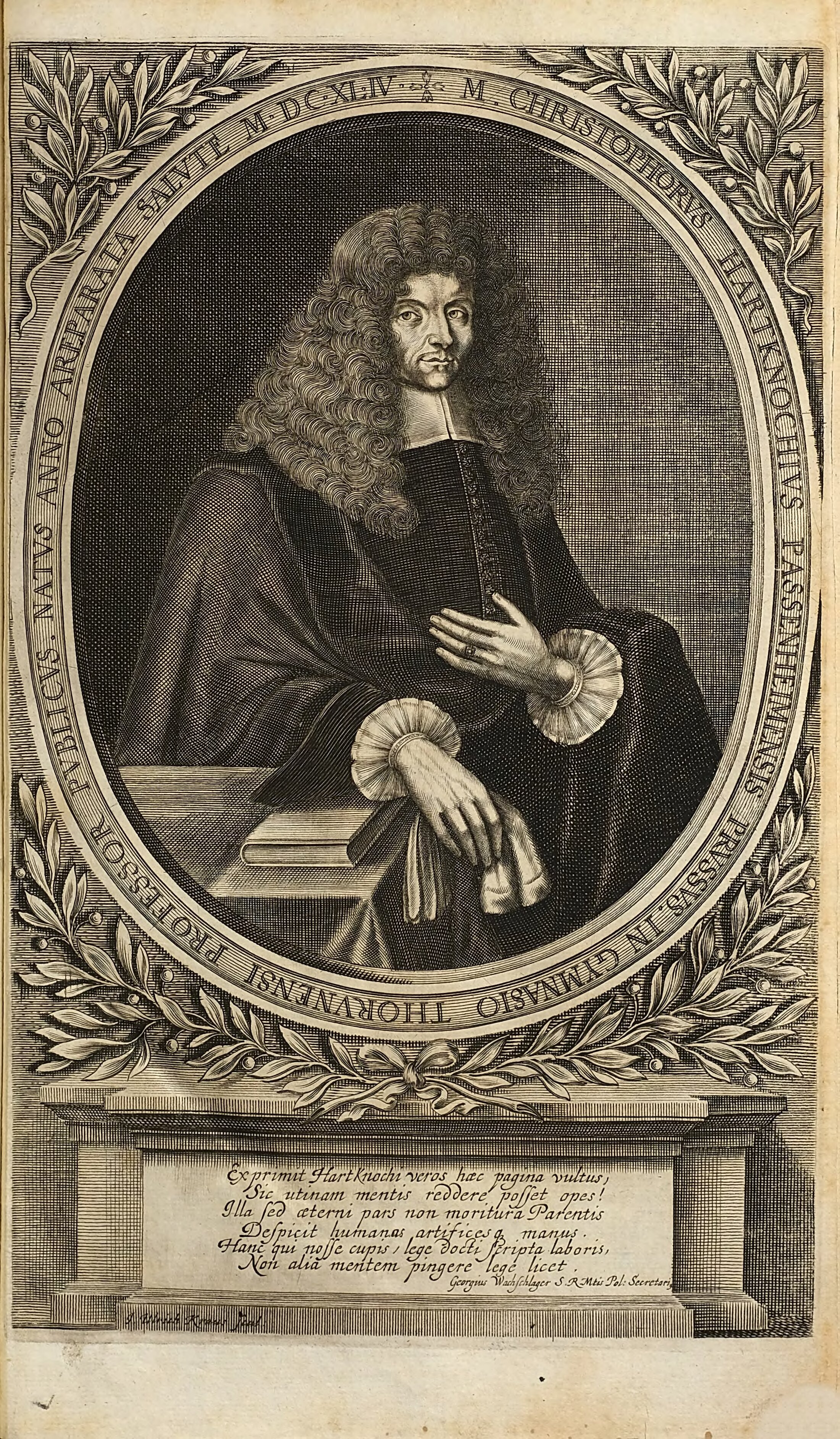
Krzysztof Hartknoch

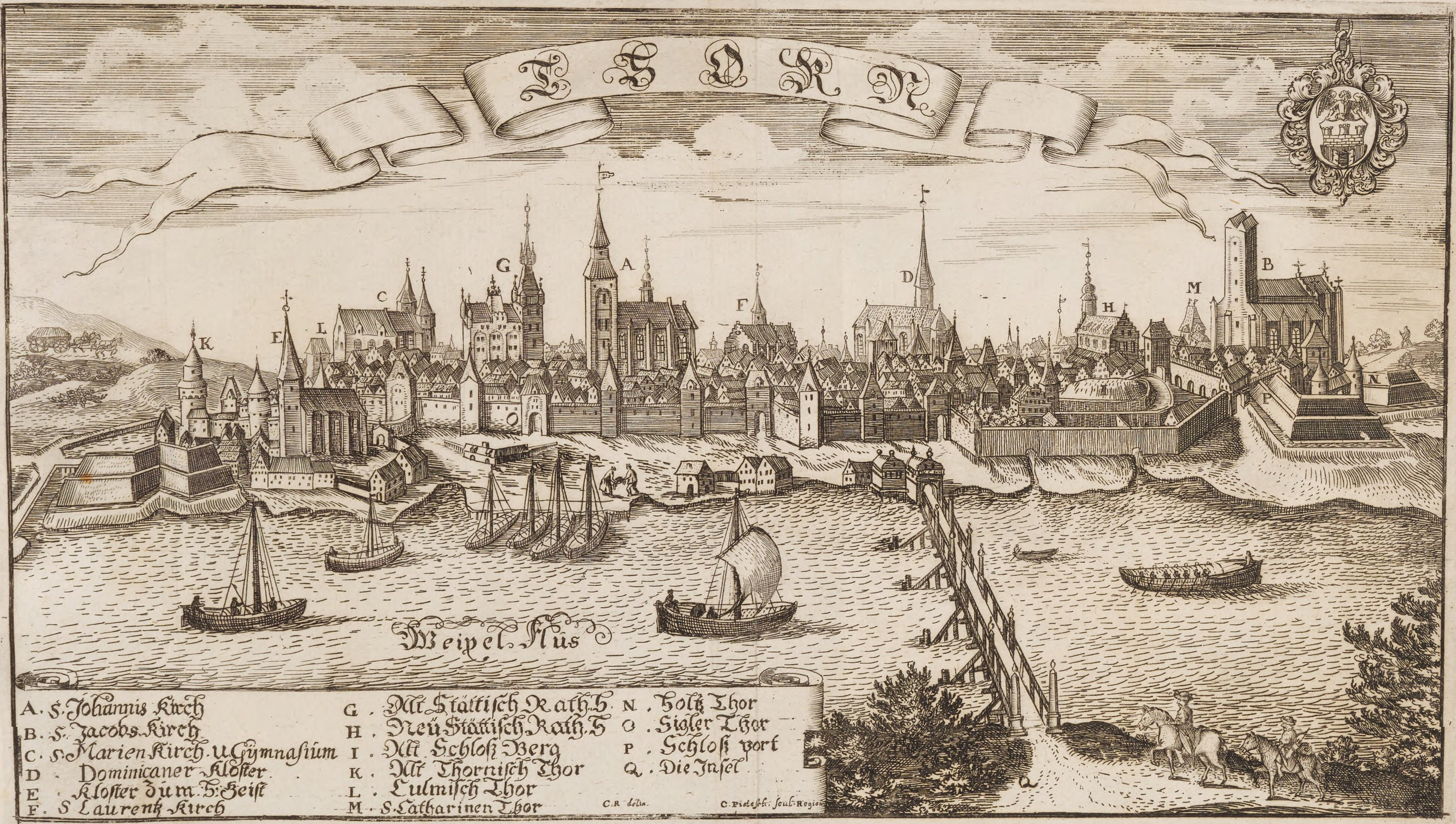
Rycina Hartknocha z widokiem Torunia

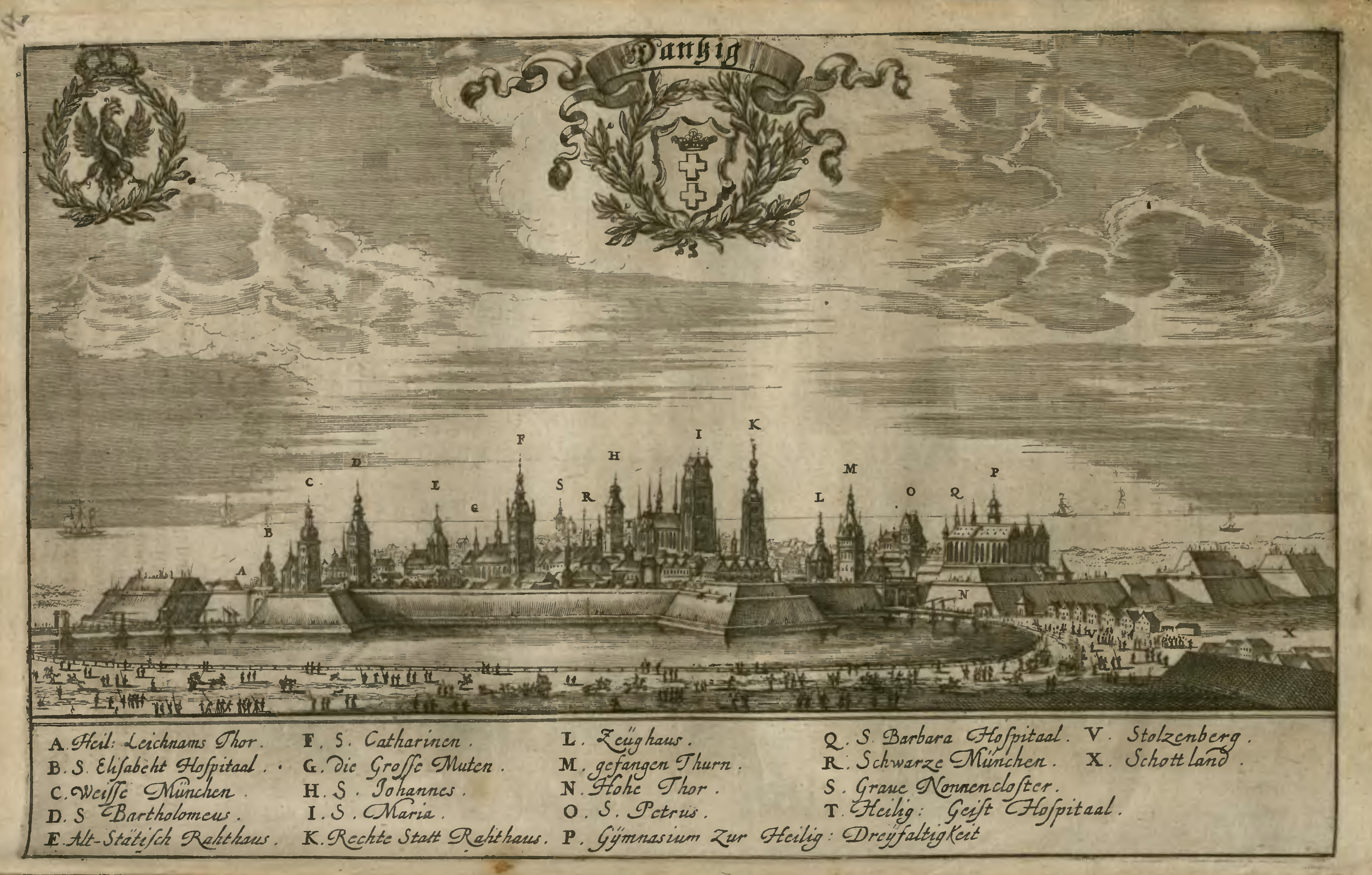
Widok Gdańska z książki „Alt- und Neues Preussen Oder Preussischer Historien Zwey Theile”

Krzysztof Hartknoch (ur. w 1644 w Jabłonce koło Pasymia, zm. 3 stycznia 1687 w Toruniu) – historyk, profesor protestanckiego Gimnazjum Akademickiego w Toruniu. Uchodzi on za najwybitniejszego historyka Rzeczypospolitej drugiej połowy XVII wieku.

## Historia
Krzysztof Hartknoch urodził się we wsi Jabłonka koło Pasymia. Uczył się w szkołach w Pasymiu i w Królewcu, nie ukończył jednak studiów z powodów finansowych. W 1665 roku wyjechał do Kowna, gdzie został domowym nauczycielem. Pracował także w Wilnie i w Gdańsku, w 1667 roku powrócił do Królewca, gdzie mieszkał do 1677 roku. Dnia 21 kwietnia 1672 roku uzyskał stopień magistra filozofii na Akademii w Królewcu, gdzie do roku 1677 pozostał jako wykładowca.
Zainteresowany historią Prus, ogłosił w tym czasie szereg łacińskich rozpraw historycznych: O Początkach Prus, O formie dawnego państwa pruskiego, O prawie pruskim, O bałwochwalstwie i przesądach dawnych Prusów. Wtedy też odnalazł i opracował pochodzącą z XIV wieku krzyżacką kronikę Piotra z Dusburga, którą wydał drukiem w 1679 w Lipsku. Napisał również rozprawę Res Publica Polonica duobus libris ilustrata, o ustroju i historii Polski. Zajmował się także tematyka prawno-ustrojowa Polski, publikując anonimowo krytyczne i liczne poprawki do dzieła M. Chwałkowskiego.
Na początku 1677 roku został zaproszony do Torunia przez rektora toruńskiego Gimnazjum Akademickiego Ernesta Königa by objął stanowisko profesora gimnazjalnego. Od 1681 roku był dyrektorem, a od 1686 konrektorem tego gimnazjum.
Jest autorem pracy pt. Republica Polonica duobus libris illustrata, wydanej w 1687 roku we Frankfurcie i Lipsku oraz ponownie w 1698 w Lipsku. W tej pracy Hartknoch przedstawił historię państwa polsko-litewskiego. W następnych latach badał on dzieje plemion pruskich i zakonu krzyżackiego.
Mieszkając w Toruniu napisał swoje dwa najobszerniejsze i najważniejsze dzieła historyczne: Altes und Neues Preussen (1684) i Preussische Kirchen–Historia (1686). Były to obszerne monografie historyczne prowincji, znane i cenione do dziś przez historyków.
Jest również autorem tragedii o królu ateńskim Kodrusie.
Zmarł 3 stycznia 1687 roku i został pochowany w Toruniu w podziemiu kościoła NMP. Po jego śmierci jego zbiory biblioteczne przeszły na własność Gimnazjum Akademickiego.

## Dzieła
- Respublica Polonica duobus libris illustrata, Frankfurt-Lipsk 1678 (następne wydania dzieła w latach 1687 i 1698 pod tytułem De respublica Polonica[4]);
- Preussische Kirchen-Historia..., Gdańsk 1686;
- Altes und Neues Preussen..., Królewiec 1684;
- Selectae dissertationes historicae de variis rebus prusicis opera..., 1679.